# Машкэуць
Машкэуць (рум. Mașcăuți, историческое название Машковцы) — село в Криулянском районе Молдавии. Относится к сёлам, не образующим коммуну.

## География
Село расположено на высоте 76 метров над уровнем моря.

## История
Возле села, на мысу, образованном излучиной реки Реут находится городище (IX-XI вв.) тиверцев времён Киевской Руси. Рядом расположено неукрепленное селище времён печенегов, торков, половцев, Золотой Орды (на правом берегу от современного г.Дубоссары)  с переправой через Днестр "Сака-катай" (крепость на сваях) напротив тиверского городища Машкауцы.

## Население
По данным переписи населения 2004 года, в селе Машкэуць проживает 4103 человека (1998 мужчин, 2105 женщин).
Этнический состав села:
| Национальность | Число жителей | Процентный состав |
| -------------- | ------------- | ----------------- |
| молдаване      | 4038          | 98.42             |
| румыны         | 38            | 0.93              |
| русские        | 10            | 0.24              |
| украинцы       | 7             | 0.17              |
| болгары        | 2             | 0.05              |
| евреи          | 1             | 0.02              |
| прочие         | 7             | 0.17              |
| Всего          | 4103          | 100%              |

## Интересные факты
- От названия села происходит фамилия Машкауцан.
- В местечке Машковцы жил еврейский публицист и миссионер Иосиф Давидович Рабинович.